# 右旗八
天鷹座κ，中名右旗八,又名BD-07 5006，HD 184915、SAO 143600、HR 7446，是天鷹座的一颗恒星，视星等为4.95，位于銀經31.77，銀緯-13.29，其B1900.0坐标为赤經19h 31m 30.7s，赤緯-7° -13.29′ 0″。